# 북원로
북원로(北原路)는 충청북도 충주시 소태면 주치리에서 강원특별자치도 원주시를 거쳐 횡성군 횡성읍 곡교리를 잇는 도로이다.

## 역사
- 2009년 7월 10일 : 2개 이상 시·도에 걸쳐 있는 도로로 북원로를 고시[1]

## 주요 경유지
충청북도
- 충주시 소태면

강원특별자치도
- 원주시 (귀래면 · 흥업면 · 무실동 · 단계동 · 학성동 · 단계동 · 우산동) - 횡성군 횡성읍

## 노선
| 이름                                 | 접속 노선                                                          | 소재지        | 소재지             | 비고              |
| 구룡로와 직결                        | 구룡로와 직결                                                      | 구룡로와 직결 | 구룡로와 직결      | 구룡로와 직결     |
| ------------------------------------ | ------------------------------------------------------------------ | ------------- | ------------------ | ----------------- |
| (외촌)                               | 구룡로                                                             | 충주시        | 소태면             |                   |
| 법동교                               |                                                                    | 원주시        | 귀래면             |                   |
| 귀래사거리                           | 지방도 제531호선 (부귀로) (운남길)                                 | 원주시        | 귀래면             |                   |
| 귀래정류소 운남교                    |                                                                    | 원주시        | 귀래면             |                   |
| 운계리                               | 지방도 제404호선 (귀문로)                                          | 원주시        | 귀래면             |                   |
| 백운령                               |                                                                    | 원주시        | 귀래면             |                   |
| 귀래리                               | 귀운길                                                             | 원주시        | 귀래면             |                   |
| 큰양안치                             |                                                                    | 원주시        | 귀래면             |                   |
| 흥업면                               |                                                                    | 원주시        |                    |                   |
| 미촌교                               | 더덕골길 매지회촌길                                                | 원주시        |                    |                   |
| 매지 교차로                          | 국도 제19호선 (충원대로)                                           | 원주시        | 국도 제19호선 구간 |                   |
| 연세대삼거리 (연세대학교 원주캠퍼스) | 연세대길                                                           | 원주시        | 국도 제19호선 구간 |                   |
| 무수막삼거리                         | 무수막1길                                                          | 원주시        | 국도 제19호선 구간 |                   |
| 매지교                               |                                                                    | 원주시        | 국도 제19호선 구간 |                   |
| 흥업 교차로                          | 국도 제19호선 국도 제42호선 국가지원지방도 제88호선 (원주우회도로) | 원주시        | 국도 제19호선 구간 |                   |
| 흥대 교차로                          | 남원로 흥대길                                                      | 원주시        |                    |                   |
| 자감교사거리                         | 사제로                                                             | 원주시        |                    |                   |
| 흥업2교                              |                                                                    | 원주시        |                    |                   |
| 무실동                               |                                                                    | 원주시        |                    |                   |
| (합포원)                             | 둔전길                                                             | 원주시        |                    |                   |
| 흥업1교                              |                                                                    | 원주시        |                    |                   |
| 남원주 나들목                        | 55호선 중앙고속도로                                                | 원주시        |                    |                   |
| 만대사거리                           | 만대로 무실로                                                      | 원주시        |                    |                   |
| 시청사거리                           | 시청로                                                             | 원주시        |                    |                   |
| 이화마을사거리                       | 한지공원길                                                         | 원주시        | 단계동             |                   |
| 둣내사거리 (단계지하차도)            | 서원대로                                                           | 원주시        | 단계동             |                   |
| 단계택지사거리                       | 천사로                                                             | 원주시        | 단계동             |                   |
| 모래내사거리                         | 백간길                                                             | 원주시        | 단계동             |                   |
| 단계사거리                           | 원문로                                                             | 원주시        | 학성동             |                   |
| 우산철교사거리                       | 원일로 북원로2425번길                                              | 원주시        | 우산동             |                   |
| 우무개삼거리                         | 우무개로                                                           | 원주시        | 우산동             |                   |
| 우산삼거리                           | 우산초교길                                                         | 원주시        | 우산동             |                   |
| 유원삼거리                           | 상지대길                                                           | 원주시        | 우산동             |                   |
| 돌터삼거리                           | 진광길                                                             | 원주시        | 우산동             |                   |
| 우산공단삼거리                       | 우산공단길                                                         | 원주시        | 우산동             |                   |
| 북원교삼거리                         | 호저로                                                             | 원주시        | 우산동             |                   |
| 북원교                               |                                                                    | 원주시        | 우산동             |                   |
| 태장동                               |                                                                    | 원주시        |                    |                   |
| 태장삼거리                           | 현충로                                                             | 원주시        |                    |                   |
| 태장교삼거리                         | 흥양로 북원로2685번길                                              | 원주시        |                    |                   |
| 태장교                               |                                                                    | 원주시        |                    |                   |
| 가현삼거리                           | 가현로                                                             | 원주시        |                    |                   |
| 원주 나들목 (원주IC 교차로)          | 50호선 영동고속도로 동부순환로                                     | 원주시        |                    |                   |
| 태장농공단지삼거리                   | 태장공단길                                                         | 원주시        |                    |                   |
| 장양사거리                           | 장수1로                                                            | 원주시        | 소초면             |                   |
| 상장막교                             |                                                                    | 원주시        | 소초면             |                   |
| 장양리                               | 국도 제5호선 (원주우회도로)                                        | 원주시        | 소초면             | 국도 제5호선 구간 |
| 천대교                               |                                                                    | 원주시        | 소초면             | 국도 제5호선 구간 |
| 남문사거리                           | 섬배로                                                             | 원주시        | 소초면             | 국도 제5호선 구간 |
| 둔둔교                               | 둔둔로 횡성로                                                      | 원주시        | 소초면             | 국도 제5호선 구간 |
| 곡교리                               | 횡성로                                                             | 횡성군        | 횡성읍             | 국도 제5호선 구간 |
| 횡성로와 직결                        |                                                                    |               |                    |                   |

## 주요 건물 및 시설
- 귀래초등학교 (강원특별자치도 원주시 귀래면 북원로 89)
- 귀래면행정복지센터, 귀래보건지소 (강원특별자치도 원주시 귀래면 북원로 106)
- 귀래정류소 (강원특별자치도 원주시 귀래면 북원로 109)
- 귀래우체국 (강원특별자치도 원주시 귀래면 북원로 123)
- 귀래중학교 (강원특별자치도 원주시 귀래면 북원로 130)
- 매지초등학교 (강원특별자치도 원주시 흥업면 북원로 1324)
- 첨단의료기기 테크노타워 (강원특별자치도 원주시 흥업면 북원로 1397)
- 흥업119안전센터 (강원특별자치도 원주시 흥업면 북원로 1569-81)
- 육민관중학교, 육민관고등학교 (강원특별자치도 원주시 흥업면 북원로 1800)
- 이마트 원주점 (강원특별자치도 원주시 북원로 1928)
- 원주삼육초등학교, 원주삼육중학교, 원주삼육고등학교 (강원특별자치도 원주시 북원로 1996)
- 대성중학교, 대성고등학교 (강원특별자치도 원주시 북원로 2001)
- 원주지방합동청사 (강원특별자치도 원주시 북원로 2236)
- 원주교육문화관 (강원특별자치도 원주시 북원로 2312)
- 단계지구대 (강원특별자치도 원주시 북원로 2317)
- 단계동행정복지센터 (강원특별자치도 원주시 북원로 2321)
- 원주세무서 (강원특별자치도 원주시 북원로 2325)
- 학성근린공원 (강원특별자치도 원주시 북원로 2356)
- 단계초등학교 (강원특별자치도 원주시 북원로 2387)
- LG유플러스 원주지점 (강원특별자치도 원주시 북원로 2449)
- 국민건강보험공단 원주횡성지사 (강원특별자치도 원주시 북원로 2461)
- 현대자동차 원주지점 (강원특별자치도 원주시 북원로 2541)
- 기아자동차 원주지점 (강원특별자치도 원주시 북원로 2568)
- 한국철도시설공단 강원본부 (강원특별자치도 원주시 북원로 2650)
- 원주가현동우체국 (강원특별자치도 원주시 북원로 2711)
- 장양초등학교 (강원특별자치도 원주시 북원로 2868)
- 한국도로공사 강원지역본부 (강원특별자치도 원주시 북원로 2873)
- KGC인삼공사 원주공장 (강원특별자치도 원주시 소초면 북원로 2955)